# صنایع سنگین سامسونگ
صنایع سنگین سامسونگ (به انگلیسی: Samsung Heavy Industries) شرکت صنایع سنگین کره‌ای است، که به‌عنوان سومین کشتی‌ساز بزرگ جهان شناخته می‌شود.
این شرکت یکی از زیرمجموعه‌های گروه سامسونگ می‌باشد، که تمرکز اصلی آن بر ساخت انواع کشتی‌ها، نفت‌کش‌ها، شناورهای FPSO، گازکش‌های ال‌ان‌جی، نیمه‌شناورها، جرثقیل‌های دروازه‌ای و دیگر سازه‌های دریایی معطوف می‌باشد.
شرکت صنایع سنگین سامسونگ در سال ۱۹۷۴ تأسیس شد. دفتر مرکزی این شرکت در شهر سئول، کره جنوبی قرار دارد و بخشی از سهام آن در بازار بورس کره معامله می‌شود.